# Cassacco
Cassacco (Cjassà in friulano) è un comune italiano di 2 779 abitanti in Friuli-Venezia Giulia, noto per il suo castello alto-medioevale conosciuto come Cassimberg.

## Storia
Nel 1976 il comune fu devastato dal terremoto del Friuli, che provocò enormi crolli e danni.

### Simboli
Lo stemma e il gonfalone sono stati concessi con decreto del presidente della Repubblica del 30 marzo 1976.
Nello stemma è raffigurato, in campo d'argento, un castello rosso, merlato alla guelfa, posto sulla campagna di verde e sormontato da tre fiori azzurri con il gambo incrociato.
Il gonfalone è un drappo partito di azzurro e di rosso.

## Monumenti e luoghi d'interesse
- Castello, di origine medievale (XIII secolo)
- Chiesa parrocchiale di San Giovanni Battista (XIII secolo)
- Chiesa dei Santi Filippo e Giacomo, a Conoglano (1905)
- Chiesa di San Martino, a Martinazzo (1688)
- Chiesa di san Giusto, a Montegnacco (XIII secolo)
- Chiesa di San Marco, a Raspano (XIV secolo)
- Torre campanaria (1926) - costruita su un rilievo a circa 100 metri dalla chiesa parrocchiale; la bella torre è stata costruita copiando l'architettura della torre campanaria del duomo di Lucca e ricalcando lo stile a quattro ordini di finestre. Per la sua costruzione la popolazione di allora contribuì con dodicimila lire e collaborò alla realizzazione dell'opera con il trasporto del materiale.
- Villa Gallici Deciani, a Montegnacco (XVII secolo)

## Società

### Evoluzione demografica
Abitanti censiti

### Lingue e dialetti
A Cassacco, accanto alla lingua italiana, la popolazione utilizza la lingua friulana. Ai sensi della Deliberazione n. 2680 del 3 agosto 2001 della Giunta della Regione Autonoma Friuli-Venezia Giulia, il Comune è inserito nell'ambito territoriale di tutela della lingua friulana ai fini della applicazione della legge 482/99, della legge regionale 15/96 e della legge regionale 29/2007.

## Geografia antropica

### Frazioni e borghi
Denominazioni in italiano e friulano
- Cassacco / Cjassà
  - borghi di: Candòr, Felesùt; Jordan
- Conoglan / Conoglan
  - borghi di: Baiùt, Cês, Cjastenêt, Fari, Menùt, Miot, Tinòt;
- Martinazzo / Martinaç
  - borghi di: Coldèan, Zanin;Simeoni
- Montegnacco / Montegnà
  - borghi di: Bâs, Boschìn, Calvari, Culiti, Fari, Maur, Sfueime;
- Raspano / Raspan
  - borghi di: Boschet, Ciacul, Criche, di Sore, Viso.

## Amministrazione

### Sindaci dal 1995
| Periodo | Periodo   | Primo cittadino | Partito         | Carica  | Note |
| ------- | --------- | --------------- | --------------- | ------- | ---- |
| 1995    | 2004      | Giorgio Baiutti | Centro sinistra | Sindaco |      |
| 2004    | 2014      | Vannes Assaloni | Lista civica    | Sindaco |      |
| 2014    | in carica | Ornella Baiutti | Lista civica    | Sindaco |      |

### Gemellaggi[12]
- Glanegg, dal 1997
- Cerkno

## Sport
La squadra di calcio locale, l'A.S. Cassacco Startrep, fondata nel 2001 da un gruppo di giovani cassaccesi, milita nel campionato della Lega Calcio Friuli Collinare.
La squadra di basket maschile, che fa parte della Polisportiva Comunale, milita nel campionato di Promozione (Girone Udine) della FIP.

## Galleria d'immagini

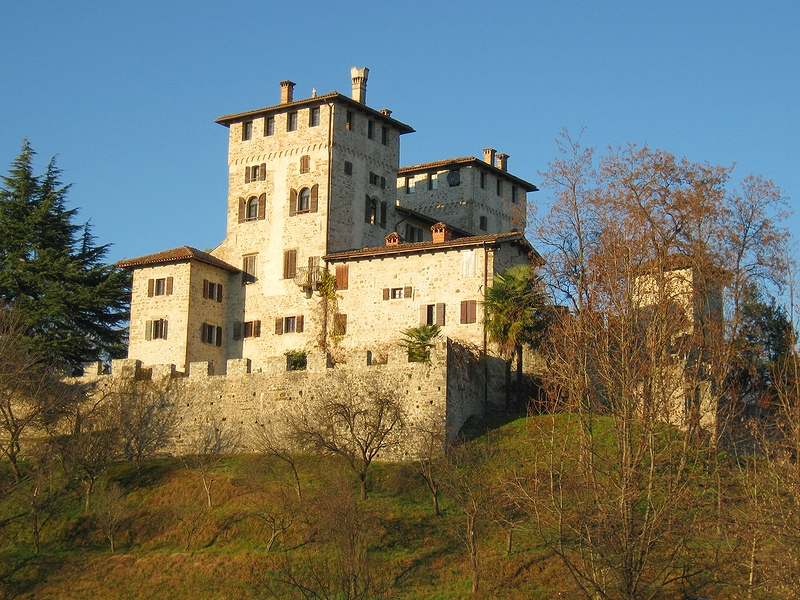
Il Castello visto da meridione
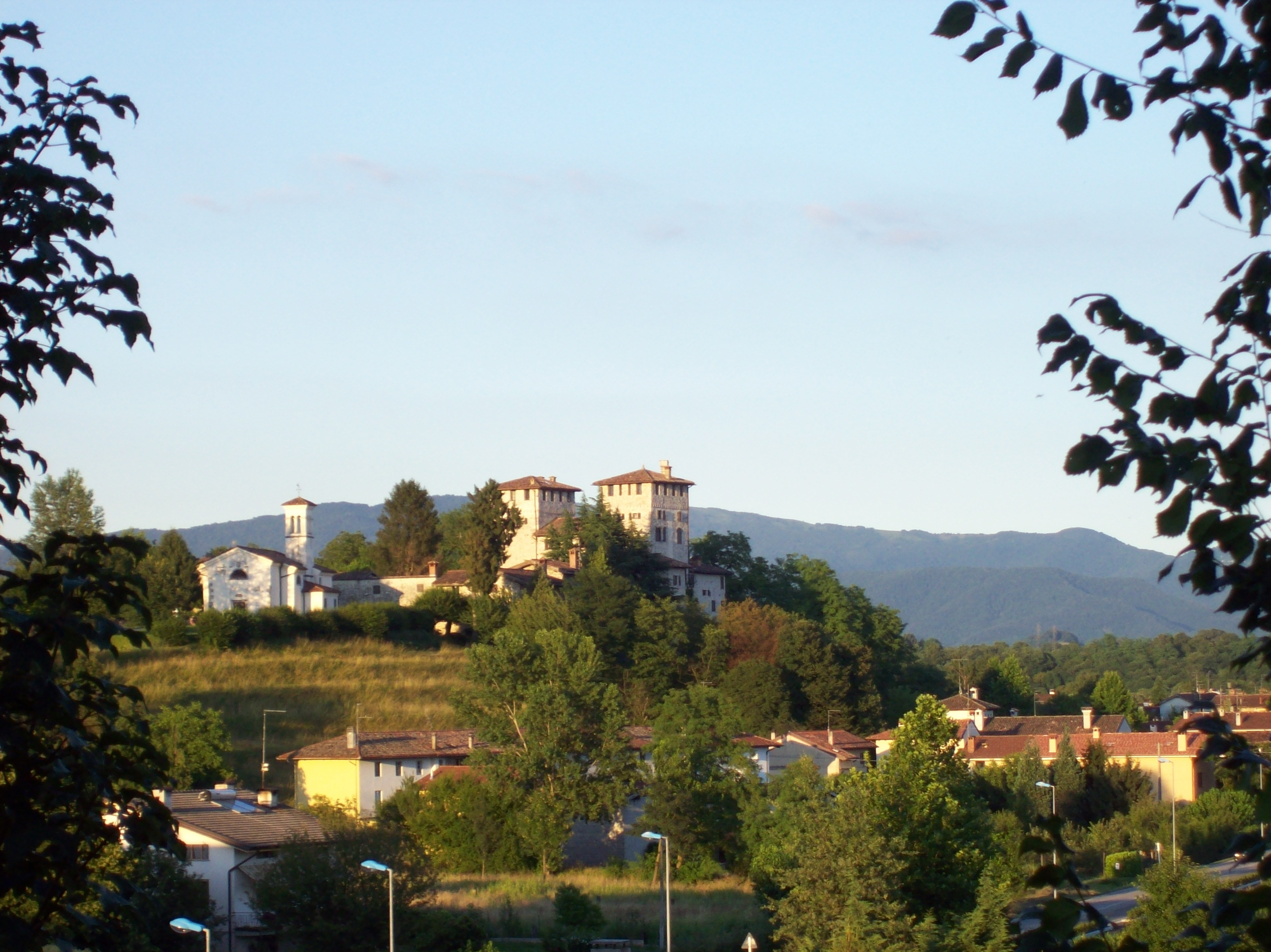
Il Castello di Cassacco
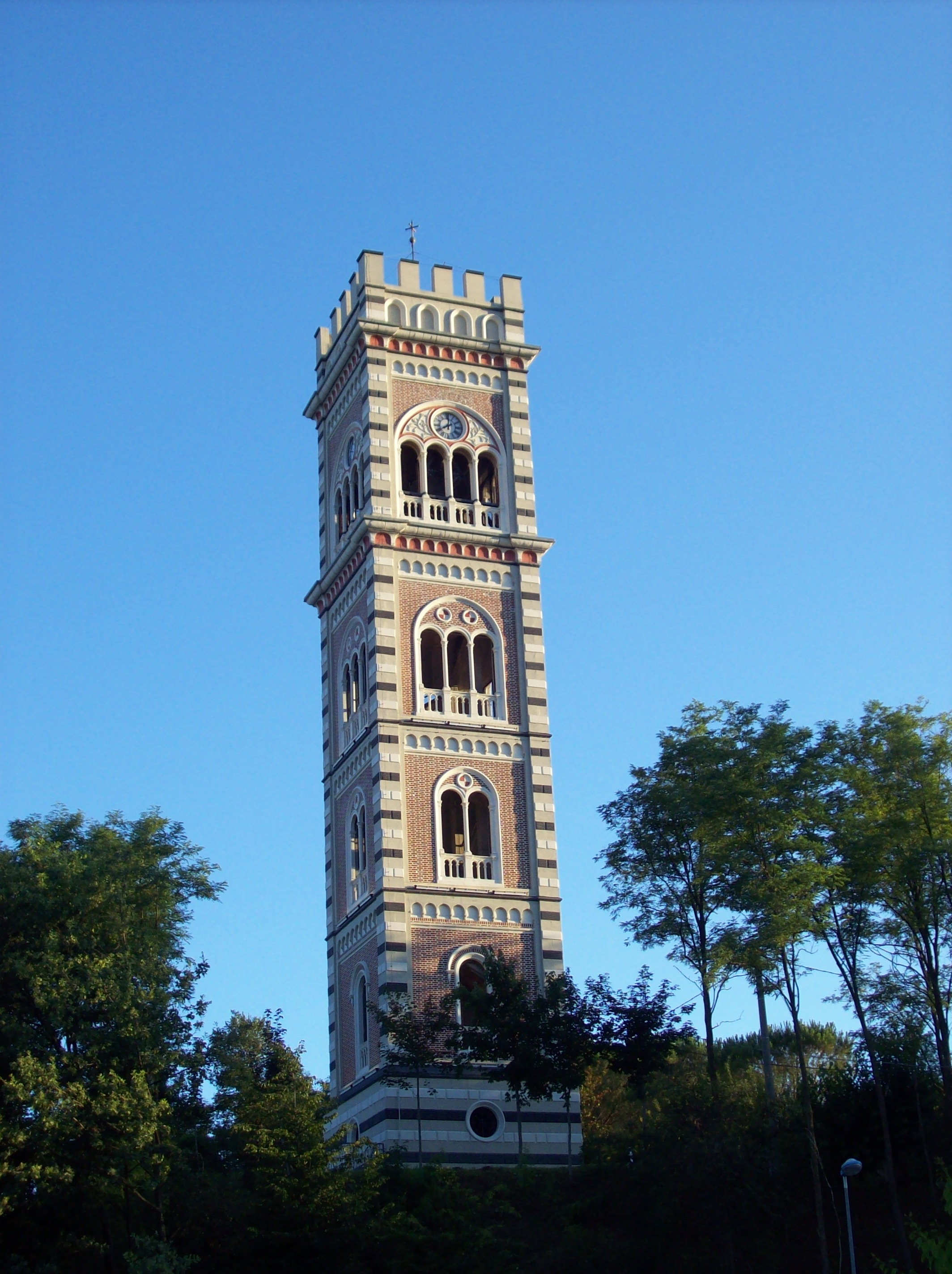
La Torre campanaria
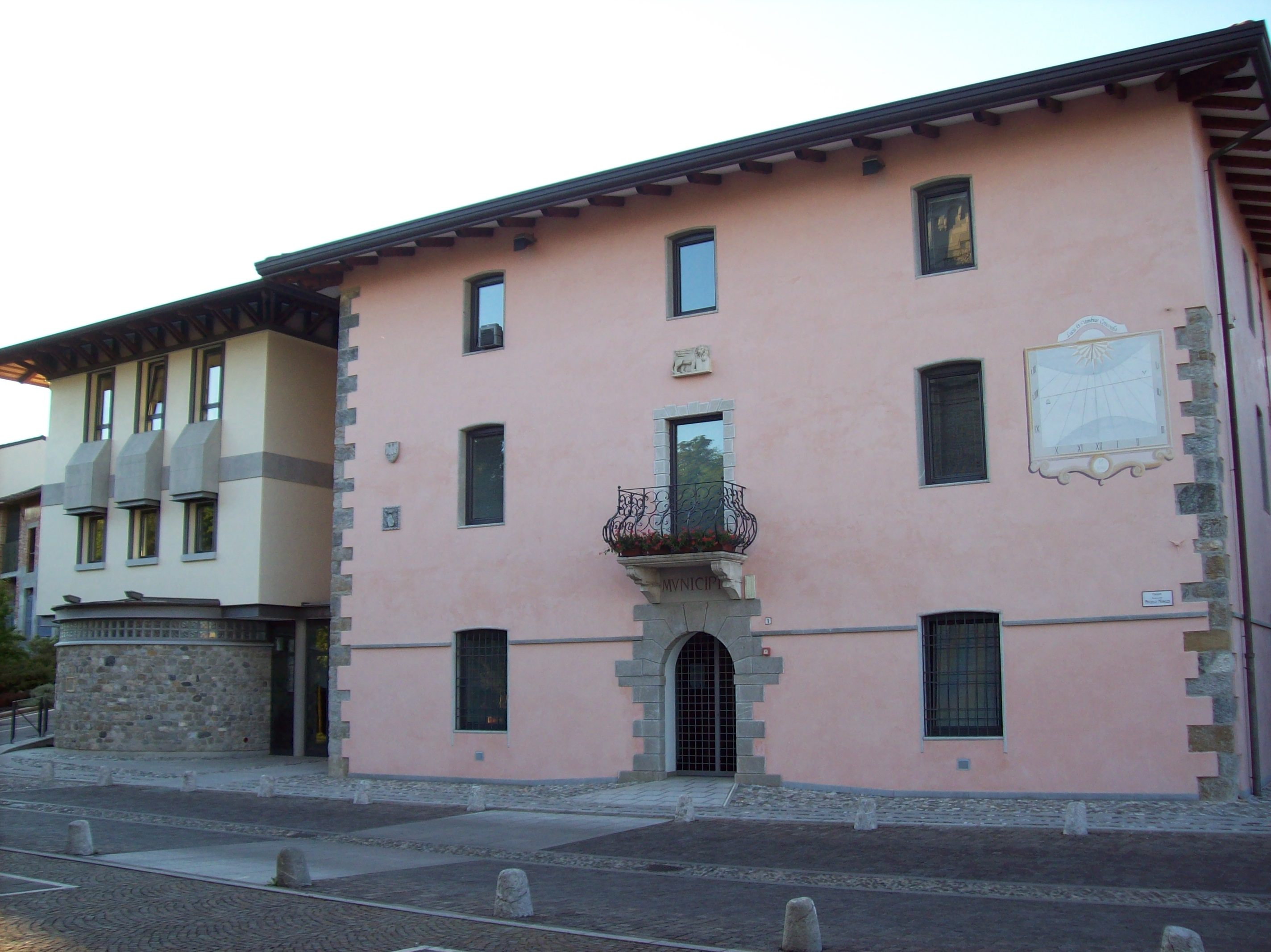
La sede municipale
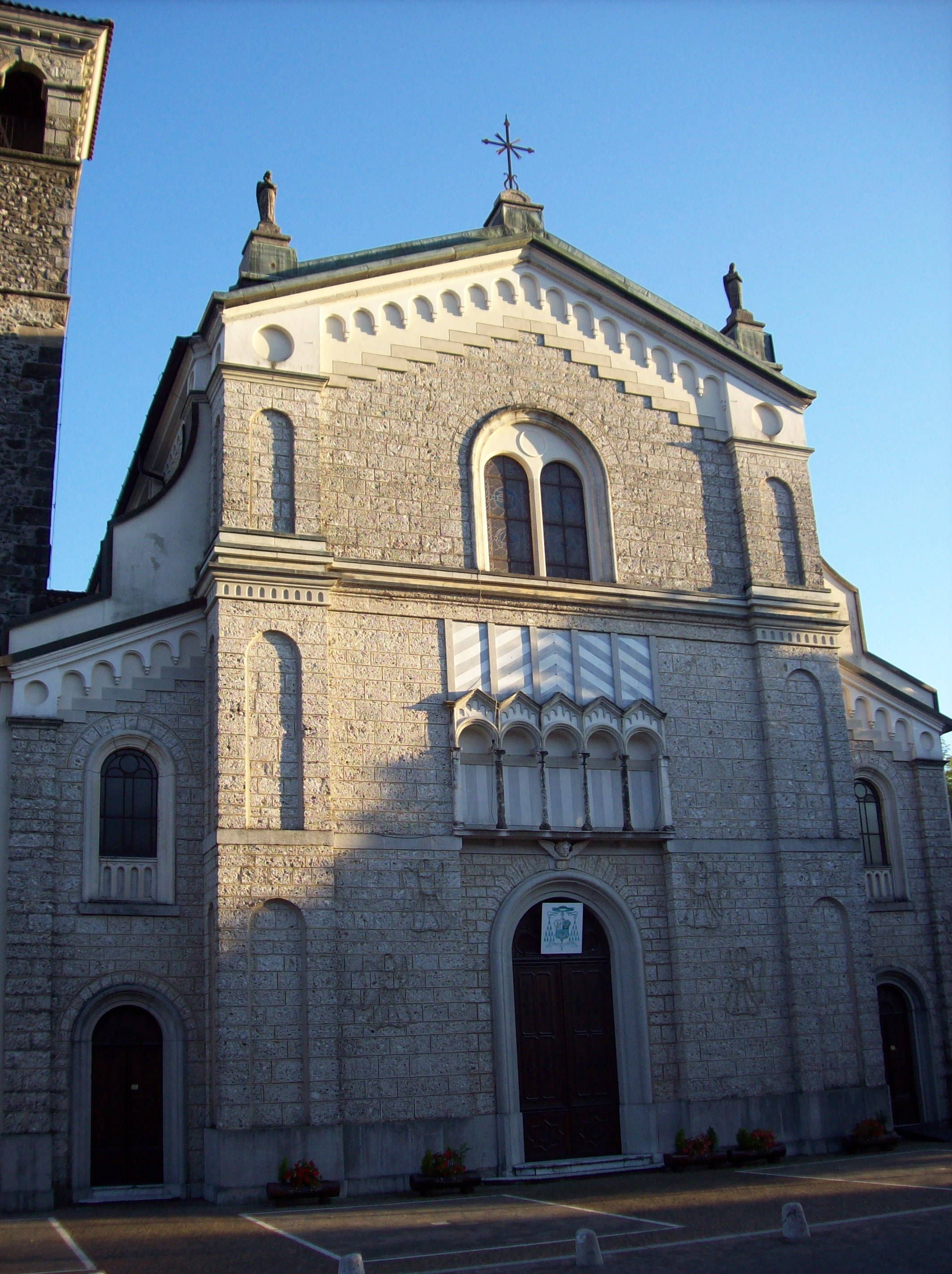
Chiesa di San Giovanni, facciata